# Jopie Selbach
Johanna „Jopie” Katarina Selbach, po mężu Koé (ur. 27 lipca 1918 w Haarlemie, zm. 30 kwietnia 1998 w Zoetermeer) – holenderska pływaczka, złota medalistka olimpijska z Berlina.
Zawody w 1936 były jej jedynymi igrzyskami olimpijskimi. Medal zdobyła w sztafecie 4 × 100 metrów stylem dowolnym, poza nią tworzyły ją Rie Mastenbroek, Willy den Ouden i Tini Wagner. W 1934 Holandia zdobyła złoto mistrzostw Europy w tej samej konkurencji. 